# Aleksandra Patskevich
Aleksandra Patskevich, née le 4 novembre 1988 à Moscou, est une nageuse synchronisée russe. Elle est deux fois championne olympique, en 2012 et en 2016, 11 fois championne du monde et double championne d'Europe.

## Biographie
En 2009, elle devient double championne du monde avec l'équipe de Russie de natation synchronisée sportive. D'abord en équipe libre avec Anjelika Timanina, Daria Korobova, Alla Shishkina, Svetlana Romashina, Anastasia Davydova, Natalia Ishchenko et Anna Nasekina, puis avec Victoria Shestakovich, Daria Korobova, Anna Nasekina, Alla Shishkina, Elizaveta Stepanova, Anjelika Timanina et Sofia Volkova.
Lors des championnats d'Europe de natation 2010 à Budapest, elle remporte 2 médailles d'or : en groupe et en combiné.
Elle est sacrée championne olympique de natation synchronisée par équipes aux Jeux olympiques de 2012 à Londres.
En 2013, à l'Universiade d'été à Kazan, Patskevitch est double médaillée d'or en groupe et en combiné.
La même année, lors des championnats du monde à Barcelone, elle devient championne du monde, deux fois en groupe et une fois en combiné,,.

## Des récompenses et des honneurs
- Ordre de l'Amitié (13 août 2012) — pour la grande contribution au développement de la culture physique et des sports, des sports à atteindre pour les Jeux de la XXXe Olympiade de 2012 dans la ville de Londres (Royaume-uni)[7].
- Maître émérite des sports de Russie (5 avril 2010)[8].
- Certificat de reconnaissance du président de la fédération de Russie (19 juillet 2013) — pour de hautes performances sportives sur le XXVII° Mondiale de l'universiade d'été 2013 à Kazan[9].